# Le Jour et l'Heure
Pour plus de détails, voir Fiche technique et Distribution.
Le Jour et l'Heure est un film franco-italien réalisé par René Clément et sorti en 1963.
Le film débute durant l'Occupation. Thérèse Dutheil, une bourgeoise parisienne, rencontre Allen Morley, un pilote américain tombé en France. Elle va l’aider à fuir la police allemande pour qu’il puisse rejoindre les Alliés.

## Synopsis
Mai 1944 : la Gestapo recherche trois américains dont l'avion a été abattu. Thérèse Dutheil, une bourgeoise parisienne seule avec ses deux jeunes filles depuis que son mari est prisonnier en Allemagne, vient se ravitailler dans une ferme de son village natal des Ardennes, puis pour regagner Paris monte dans le camion d'un ami, Antoine. Elle y découvre avec surprise l'un des trois américains, le capitaine Allen Morley, en fuite avec deux pilotes anglais, et se retrouve mêlée à leur convoyage secret vers la capitale. À leur arrivée, Allen Morley ne pourra trouver refuge chez le pharmacien qui devait l'accueillir ; aussi demande-t-il asile à Thérèse qu'il prend pour une résistante. Celle-ci accepte de l’aider et le cache à son domicile où sa belle-sœur Agathe, favorable aux Allemands, exerce une surveillance constante. 
Thérèse conduit Allen jusqu'à la gare où l'attendent d'autres résistants, mais ils découvrent sur place que la Gestapo a arrêté tout le groupe. Seuls Thérèse, Allen et Pat Riley (le mécanicien d'Allen) parviennent à monter dans le train vers l'Espagne, mais un policier allemand qui les surveillait depuis un petit moment les y suit. Un contrôle des allemands à Vierzon coûte la vie à Pat Riley, et peu après le policier arrête Thérèse et Allen, mais ceux-ci parviennent à lui échapper avec l’aide des passagers du train.
Ils seront cependant arrêtés à Toulouse par la police française, interrogés par le commissaire Marboz puis l’inspecteur Lerat. Marboz les relâche ; ils parviennent à rejoindre la Résistance dans les Pyrénées. Au fil de cette poursuite, un amour est né entre eux, et lorsque Allen doit soudainement partir en Espagne, afin qu'il puisse rallier son unité en Angleterre, Thérèse décide, après un adieu aussi bref que déchirant, de rester parmi les Résistants pour attendre Allen. La nouvelle du Débarquement est annoncée à la radio. Que leur réservera l'avenir, une fois la guerre achevée ?

## Fiche technique
- Réalisation : René Clément
- Scénario : André Barret
- Adaptation : René Clément, Roger Vailland
- Dialogues : Roger Vailland
- Directeur de la photographie : Henri Decae
- Format 2.35 : 1 scope noir et blanc  procédé : Franscope
- Son : Pierre Calvet - mono
- Musique : Claude Bolling
- Décors : Bernard Evein
- Assistants-réalisateurs : Costa-Gavras  et Claude Pinoteau
- Montage : Fedora Zincone
- Pays d'origine :  France |  Italie
- Genre : Film dramatique, Film d'action, Film de guerre
- Lieux de tournage : Paris - Toulouse - Pyrénées (Ariège) - Wasigny (Ardennes)
- Date de sortie :
  - France : 5 avril 1963
- Affiche : Roger Soubie (France)

## Distribution
- Simone Signoret : Thérèse Dutheil
- Stuart Whitman : le capitaine Allen Morley
- Geneviève Page : Agathe, la belle-soeur de Thérèse
- Michel Piccoli : Antoine
- Billy Kearns : Pat Riley
- Henri Virlogeux : le pharmacien Legendre
- Yvette Étiévant : la caissière de la pharmacie
- Hénia Sucha : la fille en bleu
- Reggie Nalder : le policier allemand
- Pierre Dux : le commissaire Marboz
- Marcel Bozzuffi : l'inspecteur Lerat
- Anthony Stuart : le lieutenant-colonel Hammond
- Roger Kemp : le lieutenant Crampton, aviateur anglais
- Mark Burns : le sous-lieutenant Barclay, aviateur anglais
- Edward Meeks : un aviateur anglais
- Hubert de Lapparent : le procureur Jasseron
- Maurice Garrel : un milicien
- Marcel Gassouk : un client du café de l'hôtel de ville
- Colette Castel : Lucie, la soeur d'Agathe
- Gabriel Gobin : l'employé du chemin de fer
- Charles Bouillaud : le passager du train bousculé par Allen
- Paulette Pastor : la serveuse de la guinguette
- Jean-Claude Michel : le chef des maquisards pyrénéens
- Jacques Herlin : le maquisard pyrénéen méfiant
- Carl Studer : le major Gordon, de l'OSS
- Clara Gansard : la maquisarde pyrénéenne